# 109th Airlift Wing

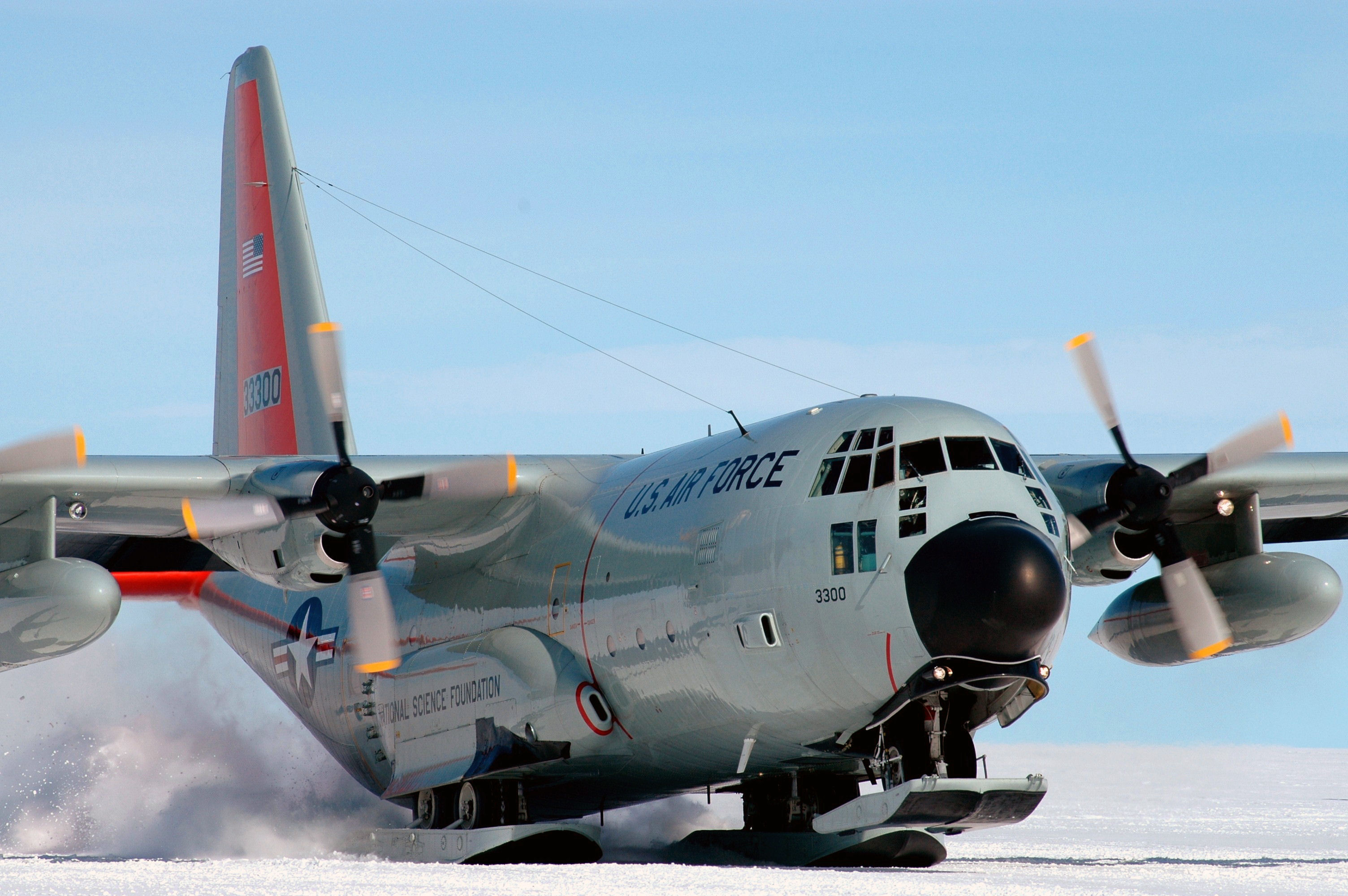
LC-130H dello Stormo

Il 109th Airlift Wing è uno Stormo da trasporto della New York Air National Guard. Riporta direttamente all'Air Mobility Command quando attivato per il servizio federale. Il suo quartier generale è situato presso la Stratton Air National Guard Base, New York.

## Missione
Lo stormo è l'unico reparto delle forze armate americane ad impiegare velivoli equipaggiati con pattini per condurre operazioni nelle remote regioni polari. 

## Organizzazione
Attualmente, al settembre 2017, esso controlla:
- 109th Operations Group
  - 109th Operations Support Flight
  -  139th Airlift Squadron - Equipaggiato con 10 LC-130H
  - 139th Aeromedical Squadron
- 109th Maintenance Group
  - 109th Aircraft Maintenance Squadron
  - 109th Maintenance Squadron
  - 109th Maintenance Operations Flight
- 109th Mission Support Group
  - 109th Security Forces Squadron
  - 109th Civil Engineer Squadron
  - 109th Force Support Squadron
  - 109th Aerial Port Flight
  - 109th Logistics Readiness Squadron
  - 109th Services Flight
  - 109th Communications Flight
- 109th Medical Group